# Анчоус японський
Анчо́ус япо́нський (Engraulis japonicus) — зграйна риба родини Engraulidae. Поширена в Тихому океані на південь від Охотського моря, широко зустрічається в Японському, Жовтому і Східнокитайському морях, також вздовж узбережжя Японії. Живе лише 2—3 роки, ззовні майже не відрізняється від анчоуса європейського. Нереститься в межах широкої акваторії від Тайваню до Південного Сахаліну. Нерест біля узбережжя Сахаліну відбувається з липня по жовтень при температурі води 14—19 °C. Статевої зрілості досягає на 2-му році життя; харчується, в основному, планктоном, веслоногими рачками, а також ікрою та личинками інших риб і безхребетних.

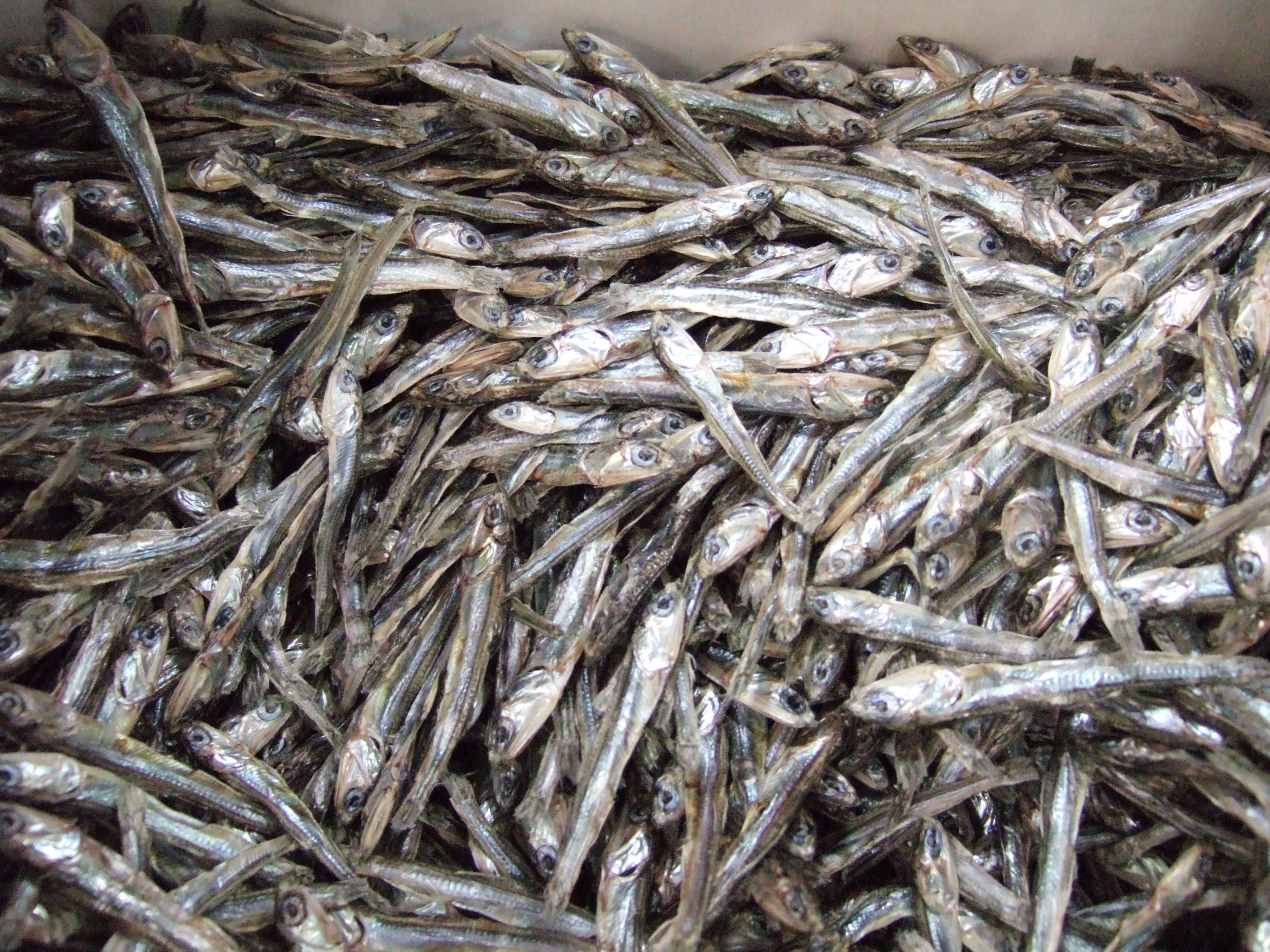
Сушений анчоус на ринку в Японії

Основний його вилов ведеться в водах Китаю (протоці Бохай), Японії (біля тихоокеанського узбережжя острова Хонсю і у Внутрішньому морі) і Південної Кореї. У Японії і Кореї анчоуси традиційно відіграють помітну роль у морській кухні.